# Joe Altobelli
Joseph Salvatore Altobelli (Detroit, 26 de mayo de 1932 - Rochester, 3 de marzo de 2021) fue un primera base y jardinero de béisbol profesional estadounidense que jugó para los Cleveland Indians y los Minnesota Twins de la Liga Mayor de Béisbol. También fue mánager de los San Francisco Giants, los Baltimore Orioles y los Chicago Cubs. Bateó y lanzó con la mano izquierda.
Altobelli sucedió a Earl Weaver como entrenador de los Orioles en 1983 y llevó al equipo a su sexto banderín de la Liga Americana y su tercer (y más reciente) campeonato de la Serie Mundial. Terminó su participación en el béisbol profesional en 2009, y se retiró después de más de una década como comentarista de color para los Triple-A Rochester Red Wings.

## Primeros años
Altobelli nació en Detroit el 26 de mayo de 1932. Obtuvo el reconocimiento de All-City en béisbol, fútbol y baloncesto mientras asistía a Eastern High School. Fue contratado como agente libre aficionado por los Cleveland Indians antes de la temporada de 1951.

## Carrera profesional

### Como jugador
Aunque la carrera como jugador de Altobelli incluyó tres breves períodos en las Grandes Ligas, su mayor éxito llegó en las menores. Después de ser firmado por los Indians, fue asignado a su filia de la Florida State League en Daytona Beach para la campaña de 1951. El 26 de abril, Altobelli conectó un sencillo para comenzar una racha de hits de 36 juegos que se mantuvo como el récord de la Liga durante 59 años hasta que fue superado en 2010. En 140 juegos con los Islanders esa temporada, anotó 204 hits y registró un promedio de bateo de .341.
Obtuvo un ascenso a la Eastern League al año siguiente, registrando dos temporadas sólidas con los Reading Indians, ya que ayudó a llevarlos a 101 victorias y el banderín de la Liga del Este en 1953. Otro banderín siguió en 1954, esta vez como miembro de los indios de Indianápolis de la Asociación Estadounidense AAA. Su promedio de .297 y 79 carreras impulsadas esa temporada fueron suficientes para ganarle una convocatoria a las Grandes Ligas el año siguiente.
Altobelli hizo su debut en las Grandes Ligas en su ciudad natal de Detroit el 14 de abril de 1955, cuando fue insertado en la alineación en la octava entrada como corredor emergente para el tres veces All-Star, Vic Wertz. Su primer hit y una carrera impulsada llegaron una semana después cuando conectó un sencillo al jardín izquierdo con las bases llenas para anotar a Larry Doby. Jugó en 20 partidos con la Tribu antes de regresar a Indianápolis el 9 de mayo, donde los Indians sintieron que podría tener más tiempo de juego como jugador de todos los días. Fue llamado a Cleveland a fines de junio y jugó en 13 juegos antes de ser devuelto a AAA, donde bateó .271 con 7 HR y 53 carreras impulsadas en 98 juegos esa temporada con Indianápolis. Con una convocatoria en septiembre, Altobelli jugó un total de 42 juegos para el club de las Grandes Ligas esa temporada, bateando .200 BA, 2 HR, 5 RBI.
Joe permaneció con Indianápolis en 1956, ya que el club registró una de las temporadas más exitosas en la historia de la franquicia. Los Indians AAA ganaron el banderín de la Asociación Americana con un récord de 92-62, incluida una victoria de 24-0 sobre los Louisville Colonels el 18 de mayo. Barrieron a los Denver Bears en las finales de la Asociación Americana, luego barrieron a los Rochester Red Wings de la Liga Internacional en la Serie Mundial Juvenil. En 145 juegos ese año, Joe mostró un nuevo poder al conectar 19 jonrones y diez triples mientras impulsaba 81 carreras para ir junto con un promedio de bateo de .254.
Altobelli pasó la mayor parte de la temporada 1957 con los Cleveland Indians, jugando en 83 juegos mientras desempeñaba un papel de bateador emergente y vio a Wertz en la primera base y a Rocky Colavito en el jardín derecho.
Como jugador, Altobelli fue un primera base y un jardinero slugging que disfrutó de su mayor éxito en el nivel AAA. Bateó solo .210 en 166 juegos de Grandes Ligas con los Cleveland Indians (1955, 1957) y los Minnesota Twins (1961), con cinco jonrones y 28 carreras impulsadas (RBI). Sin embargo, Altobelli alcanzó los dos dígitos en jonrones en nueve de sus trece temporadas como jugador AAA. Como miembro de los Montreal Royals, lideró la Liga Internacional (IL) de 1960 en jonrones (31) y carreras impulsadas (105).
En el medio, Altobelli jugó béisbol en tres temporadas invernales en Venezuela: un año en la Liga Occidental de Béisbol Profesional (LOBP) y dos en la Liga Venezolana de Béisbol Profesional (VPBL). Reclamó un título de bateo con un promedio de .378 para el equipo campeón de 1955-56 Gavilanes de Maracaibo; luego publicó dos sólidas campañas con los Indios de Oriente (1956–57) e Industriales de Valencia (1960–61).

### Como entrenador y mánager
En 1966, Altobelli comenzó un aprendizaje de 11 años como gerente en el sistema agrícola de Baltimore, que culminó en seis temporadas (de 1971 a 1976) administrando el IL Rochester Red Wings. Durante su mandato, los Red Wings terminaron primero cuatro veces. La primera asignación gerencial de Altobelli en las Grandes Ligas comenzó cuando los San Francisco Giants lo contrataron para suceder a Bill Rigney, el 7 de octubre de 1976. Aunque el club de 1978 de Altobelli terminó 16 juegos por encima de .500 y en tercer lugar en la División Oeste de la Liga Nacional, fue despedido en 1979, su tercera temporada, con una marca de 225-239 (.485) como entrenador de los Giants.
Altobelli luego se unió a los New York Yankees como gerente de su equipo agrícola AAA, los Columbus Clippers. Después de otro resultado en primer lugar en IL en 1980, Altobelli se convirtió en entrenador de los Yankees, de 1981 a 1982, trabajando con los gerentes Gene Michael, Bob Lemon y Clyde King.
Antes de la temporada de 1983, los Orioles nombraron a Altobelli como sucesor de Earl Weaver, siguiendo a Weaver14 1⁄2 temporadas como mánager de Baltimore. Jim Palmer dijo que Altobelli era "muy compasivo y sensible en comparación con la mayoría de los gerentes", a diferencia de Weaver, que "no es tan compasivo y sensible incluso en comparación con la mayoría de los guardias de pandillas". El equipo liderado por Altobelli registró 98 victorias, ganando el campeonato de la División Este de la Liga Americana, luego superó a los Chicago White Sox, tres juegos a uno, en la Serie de Campeonato de la Liga Americana (ALCS). Los Orioles luego diezmaron a los Philadelphia Phillies en la Serie Mundial de 1983, ganando en cinco juegos.
Los Orioles cayeron al quinto lugar en el Este de la Liga Americana en 1984, a pesar de jugar ocho juegos por encima de .500. En mayo de 1985, cuando el equipo siguió andando en el agua en 29-26, Altobelli fue despedido. Weaver salió de su retiro para ganar 53 de los 105 juegos restantes.
Altobelli luego regresó a entrenar, trabajando con los Yankees nuevamente (de 1986 a 1987), sirviendo a continuación con Don Zimmer con los Cachorros de Chicago de 1988 a 1991, y reemplazó como gerente interino por un juego cuando Zimmer fue despedido en 1991 antes de ser reemplazado. por Jim Essian.

### Regreso a Rochester
Altobelli regresó a Rochester en 1991 y asumió el cargo de gerente general de Red Wings al año siguiente. Sirvió en esta capacidad durante tres años. Posteriormente actuó como asistente especial del presidente del club hasta 1997. Un año después, comenzó a servir como comentarista de color para las transmisiones de partidos en casa de Red Wings. Anunció su retiro a principios de 2009, lo que lo convirtió en el primer año que estuvo fuera del béisbol organizado desde 1950.
Altobelli fue referido como el "Sr. Béisbol" de Rochester. Su número 26 ha sido retirado por el equipo, fue un miembro inaugural del Salón de la Fama de Red Wings, y en 2010 se instaló una estatua de Altobelli en la explanada de Frontier Field, que incluía una placa que indicaba que él es el único hombre que había sido jugador, entrenador, gerente y director general del equipo.

## Registro gerencial
| Equipo       | Año          | Temporada regular | Temporada regular | Temporada regular | Temporada regular | Temporada regular | Postemporada | Postemporada | Postemporada | Postemporada                |
| Equipo       | Año          | Juegos            | Ganado            | Perdió            | Ganar %           | Terminar          | Ganado       | Perdió       | Ganar %      | Resultado                   |
| ------------ | ------------ | ----------------- | ----------------- | ----------------- | ----------------- | ----------------- | ------------ | ------------ | ------------ | --------------------------- |
| SF           | 1977         | 162               | 75                | 87                | .463              | 4 ° en NL Oeste   | -            | -            | -            | -                           |
| SF           | 1978         | 162               | 89                | 73                | .549              | 3 ° en NL Oeste   | -            | -            | -            | -                           |
| SF           | 1979         | 140               | 61                | 79                | .436              | 4 ° en NL Oeste   | -            | -            | -            | -                           |
| SF total     | SF total     | 464               | 225               | 239               | .485              |                   | 0            | 0            | -            |                             |
| BAL          | 1983         | 162               | 98                | 64                | .605              | 1 ° en AL Este    | 7            | 2            | .778         | Ganó la Serie Mundial (PHI) |
| BAL          | 1984         | 162               | 85                | 77                | .525              | 5.º en AL Este    | -            | -            | -            | -                           |
| BAL          | 1985         | 55                | 29                | 26                | .527              | encendido         | -            | -            | -            | -                           |
| BAL total    | BAL total    | 0                 | 212               | 167               | .559              |                   | 7            | 2            | .778         |                             |
| CHC          | 1991         | 1                 | 0                 | 1                 | .000              | provisional       | -            | -            | -            | -                           |
| Total de CHC | Total de CHC | 1                 | 0                 | 1                 | .000              |                   | 0            | 0            | -            |                             |
| Total        | Total        | 844               | 437               | 407               | –                 |                   | 7            | 2            | .778         |                             |

## Vida personal
Altobelli residía en Rochester, Nueva York. Se casó con Patsy Ruth Wooten en 1952. Juntos tuvieron seis hijos: Mike, Mark, Jody, Jackie, Jerry y Joe. Permanecieron casados durante 52 años hasta el fallecimiento de ella en 2003.
Altobelli sufrió un derrame cerebral en noviembre de 2017 y, en consecuencia, residió en un centro de rehabilitación. Hizo su última aparición pública dos años después, en agosto de 2019, cuando Rich Dauer, quien jugó con Altobelli en 1976, fue incluido en el Salón de la Fama de Rochester Red Wings. Altobelli falleció el 3 de marzo de 2021; tenía 88 años.